# Храм Юпитера (Баальбек)
Храм Юпитера — храм в Баальбеке, Ливан. Самая известная достопримечательность города.
Представляет собой большое сооружение: некоторые блоки (трилитон Баальбека) весят 800—1000 тонн. Известно, что возведение храма было завершено древними римлянами около 60 года нашей эры. Группа итальянских ученых в своем исследовании доказывает, что строительство подвала храма было начато около 15 года до нашей эры, при Ироде Великом.